# Museo Regional de Guadalajara
El Museo Regional de Guadalajara está ubicada en el centro de la ciudad de Guadalajara, capital del Estado de Jalisco, México. Más precisamente en la manzana delimitada por las calles Hidalgo, Pino Suárez, Liceo e Independencia, frente a la Rotonda de los Jaliscienses Ilustres. 
El recinto ha servido bajo diferentes usos, como prisión y cuartel durante la guerra de Independencia, y Liceo de Varones de 1861 a 1914. Cuartel desde 1914 hasta 1918 cuando se inaugura como museo y en 1939 se incorpora al Instituto Nacional de Antropología e Historia. Su fachada barroca, patio central y escalera son elementos notables del museo.

## Historia
Sus orígenes en el sitio actual remontan a 1669 cuando es inaugurado el Colegio Seminario Conciliar Tridentino del Señor San José, fundado por el fray y futuro obispo Felipe Galindo Chávez.
En 1742 el obispo Juan Gómez de Parada inició la edificación de un recinto más grande. Posteriormente fue modificada por el fray Antonio Alcalde y Barriga. Ya para 1758 estaba en funciones bajo el obispado de Francisco Tejada Díez de Velasco.
En 1810 el seminario resintió los efectos de la guerra de Independencia iniciada por el cura Miguel Hidalgo y Costilla. Con la ocupación de la Plaza de Armas por los insurgentes liderados por José Antonio Torres, fue convertido en cuartel. Las clases fueron suspendidas desde el 26 de noviembre de 1810 hasta el 14 de enero de 1811, coincidiendo con la estancia de Hidalgo en la ciudad. También sirvió como prisión de españoles donde se afirma que fueron después sacrificados. Con la salida de Hidalgo, el recinto se convirtió en cuartel y almacén del ejército realista.
En 1857 debido a las leyes de Reforma fue convertida en biblioteca pública.
En 1859 durante la guerra de Reforma hubo una explosión en la parte norte del Palacio de Gobierno de Jalisco. Los generales conservadores Leonardo Márquez y Miguel Miramón se encontraban adentro del palacio y lograron escapar con vida. Debido al incendio en dicho recinto, el gobernador de Jalisco instaló su despacho dentro del seminario, fungiendo el seminario temporalmente como sede del poder ejecutivo estatal.
En 1869 fue establecido el Liceo de Varones, terminando el edificio definitivamente con su vocación eclesiástica.
Los orígenes del museo datan de los años 1914 y 1915, cuando el profesor Ixca Farías se interesó por preservar los objetos y objetos de valor artístico existentes en las edificaciones religiosas de la ciudad. El propio Ixca Farías, después de la entrada a Guadalajara del Ejército Constitucionalista el 8 de julio de 1914 reconoció la necesidad de recopilar las obras de arte existentes en las casas y templos intervenidos para evitar su pérdida o destrucción. Cito los sucesos en la Catedral Metropolitana, donde la gente sacó misales y libros para llevarlos a sus hogares, pero que en aquel momento no tenía ninguna autoridad para frenar estos actos.
En 1917 fue sede del Conservatorio de Jalisco.
Como inspector de obras de arte de la ciudad, entre 1917 y 1918 Ixca Farías llevó a cabo el inventario de los objetos y las obras de las edificaciones religiosas de la ciudad, con el fin de reunirlos, en un preciso momento y en un espacio apropiado para su conservación. El antiguo liceo de varones es inaugurado el 10 de noviembre de 1918 por iniciativa de Jorge Enciso e Ixca Farías con el nombre de Museo de Bellas Artes, Etnología e Instrucción Artística. El acervo se mejoró al poco tiempo con una colección de monedas donadas por Manuel M. Diéguez, así como con algunos billetes emitidos por los gobiernos constitucionalistas entre 1915 y 1917.
En 1923 se constituye oficialmente como el Museo de Guadalajara.
En 1976 abre sus puertas al público con una nueva museografía, transformada por el arquitecto Gonzalo Villa Chávez, siendo conocida desde entonces como el Museo Regional de Guadalajara.
Desde 1916 hasta 1980, serían sus figuras más importantes Ixca Farías y José Guadalupe Zuno, quienes como directores le brindaron al museo un perfil de institución de cultura. El primero promovió las bellas artes y el rescate de las manifestaciones de la cultura popular, en especial de los pueblos indígenas. El segundo, además de ser uno de los fundadores de la Universidad de Guadalajara, fue representante del toque nacionalista en el arte, al promover los trabajos de artistas jaliscienses de su época.
Desde 2022 la nueva directora del museo es Blanca Alicia Martínez Cano, sucediendo a Pedro Salmerón. Originaria de Monterrey, ella ha sido académica por más de tres décadas.

## Arquitectura
Es un inmueble de fachada barroca propuesta por Leonardo serrano Rojo VIII que ocupa la totalidad de la manzana ubicada en la esquina noreste de la Catedral Metropolitana, es de planta cuadrangular y cuenta con dos pisos. Tiene cinco patios con fuentes. Su patio principal cuenta con columnas aisladas del orden toscano que rodean su claustro. El segundo patio cuenta con una capilla barroca de una sola nave, con un altar neoclásico y un coro pequeño con acceso mediante la segunda planta. Destacan la cúpula y la linterna de la capilla.
La fachada principal tiene una hornacina con la escultura de José de Nazaret con el Santo Niño, la cual está flanqueada por pilastras semicirculares cuyos fustes muestran parras enrolladas. En la parte superior se encuentra labrada el águila nacional, símbolo traído de la Universidad de Guadalajara en el año de 1939.

## Ixca Farías: Primer museólogo jalisciense delsigloXX
Juan Farías y Álvarez del Castillo nació el 16 de marzo de 1873 en Guadalajara, Jalisco, hijo de Heraclio Farías y Elodia Orozco, quienes se dedicaban a la cerámica. Cuando tenía 43 años adoptó el nombre de Ixca, que en náhuatl significa alfarero. Estudió en el Instituto de Arte de Chicago y después en París.
Regresó a Guadalajara, donde comenzó a desempeñarse como artesano, pintor, fotógrafo, profesor de dibujo y espiritista. En 1914, después de la Toma de Guadalajara por el Ejército constitucionalista, el gobernador del estado, Manuel M. Diéguez, lo nombró inspector de obras de arte en Guadalajara, con la finalidad de que protegiera las pinturas y esculturas del ex Seminario de San José que había sido confiscado por los militares y convertido en cuartel. Resguardó estas obras en el Hospicio Cabañas, junto con otras que habían sido incautadas como resultado de las Leyes de Reforma.  
Posteriormente, ixca gestionó ante el gobernador sustituto Manuel Bouquet, que el edificio del Liceo de Varones, que también había sido desalojado por los militares y convertido en cuartel, se destinara a museo de artes.  Viajó a la Ciudad de México y con la ayuda del pintor Jorge Enciso seleccionó 105 cuadros que eran parte de la Academia de San Carlos. Con dichas obras de arte y las que había rescatado en Guadalajara, fundó el 10 de noviembre de 1918, con la presencia  del gobernador Bouquet,  el Museo de Bellas Artes, Etnología e Instrucción Artística, ahora conocido como el Museo Regional de Guadalajara. Ixca fue director de esta institución hasta su muerte en noviembre de 1947. 
En 1923 se estableció dentro del Museo la Escuela Libre de Pintura que lograría adiestrar a numerosos pintores que destacaron después como Jesús Guerrero Galván, Raúl Anguiano, Francisco Rodríguez Caracalla, Francisco Sánchez Flores y los hermanos Servín, entre otros. Desapareció la escuela con su muerte en noviembre de 1947.
Por más de tres décadas dio clases de caligrafía y pintura en varios centros educativos. Participó activamente en asociaciones culturales, científicas y benéficas.

## Exposición
Tiene una amplia colección compuesta por elementos arqueológicos y paleontológicos, una pinacoteca y dos colecciones sobre la etnografía y la historia. Destacan los fósiles petrificados como el «Mamut de Catarina», el tigre colmillos de sable y el rinoceronte. El «Mamut de Catarina» fue descubierto el 18 de febrero de 1962 en la población de Santa Catarina en el municipio de Zacoalco de Torres.
El diorama es sobre un paisaje regional de hace 20.000 años que muestra la vegetación y megafauna característica de esos tiempos. Las salas de arqueología y prehistoria se dedican a mostrar una visión sobre el poblamiento de América, ubicación de las pruebas más antiguas de asentamientos humanos en la región y el desarrollo cultural de algunas comunidades de Mesoamérica denominada occidente, desde el periodo arcaico hasta el posclásico. La planta también contiene una representación de una tumba de tiro, mostrando figuras originales que datan del México prehispánico donadas por Guadalupe Peña, quien las encontró en San Sebastián del Oeste.
El acervo de su pinacoteca lo integra una importante muestra de pintura virreinal, que abarca principalmente desde el siglo XVII al XIX, con obras de artistas destacados como la Familia Echave, Juan Rodríguez Juárez, Cristóbal de Villalpando y Miguel Cabrera, para nombrar algunos. También se encuentra representada la pintura académica con exponentes que van desde Joaquín Clausell, hasta Diego Rivera y el Dr. Atl, sin olvidar a algunos artistas de las escuelas contemporáneas y modernas.

## Dato de interés
- Nota del periódico del domingo 18 de febrero de 1962, “Descubren un cementerio de animales prehistóricos. En las cercanías de la población jalisciense de Zacoalco, en un lugar denominado Santa Catarina, fue descubierto ayer por la tarde un verdadero cementerio prehistórico de huesos gigantescos que se presume sean de mamuts, especie animal: ya desaparecida hace miles de años. Cada uno de los huesos hasta ahora descubiertos es de grandes dimensiones, ya que solamente uno de ellos, que es un colmillo de mamut, mide aproximadamente dos metros de largo… El descubrimiento fue realizado por parte del arquitecto Diego Delgado, catedrático de Historia de la Arquitectura de la facultad de ingeniería de la UAG, y por el escultor Luis Ocampo. Según informó el arquitecto Delgado, a principios de la semana pasada algunos vecinos de Catarina lo invitaron para que diera fe de un colmillo gigante encontrado en el cerro El Tecolote, lugar al que de inmediato se trasladó guiado por los vecinos de nombre Pedro Esquivel y David Díaz. Asimismo, poco después las mismas personas guiaron al arquitecto y al escultor a un lugar cercano a Catarina, para mostrarles un gran fémur, que fuera puesto al descubierto por el campesino Juan López y algunos de sus hijos que, al estar escarbando para sembrar sandías en dicho lugar, propiedad de un señor cuyo nombre únicamente se dio a conocer como Gómez, el azadón atravesó de uno a otro lado el hueso. Sin embargo, desde hace tiempo ya se tenía cierto conocimiento de los fósiles, ya que los nativos de esa región decían que existían huesos de gigantes, pero temiendo las excavaciones por una supuesta venganza de los espíritus (sic). De igual manera, se hizo saber que muchos de los huesos prehistóricos fueron sacados a flor de tierra durante los trabajos que la Secretaría de Recursos Hidráulicos realizó en la región para la construcción de un canal, descubrimiento que al parecer no causó el menor interés. Por otra parte, se declaró que la UAG ha tomado a su cargo las excavaciones”.[8]

## Galería

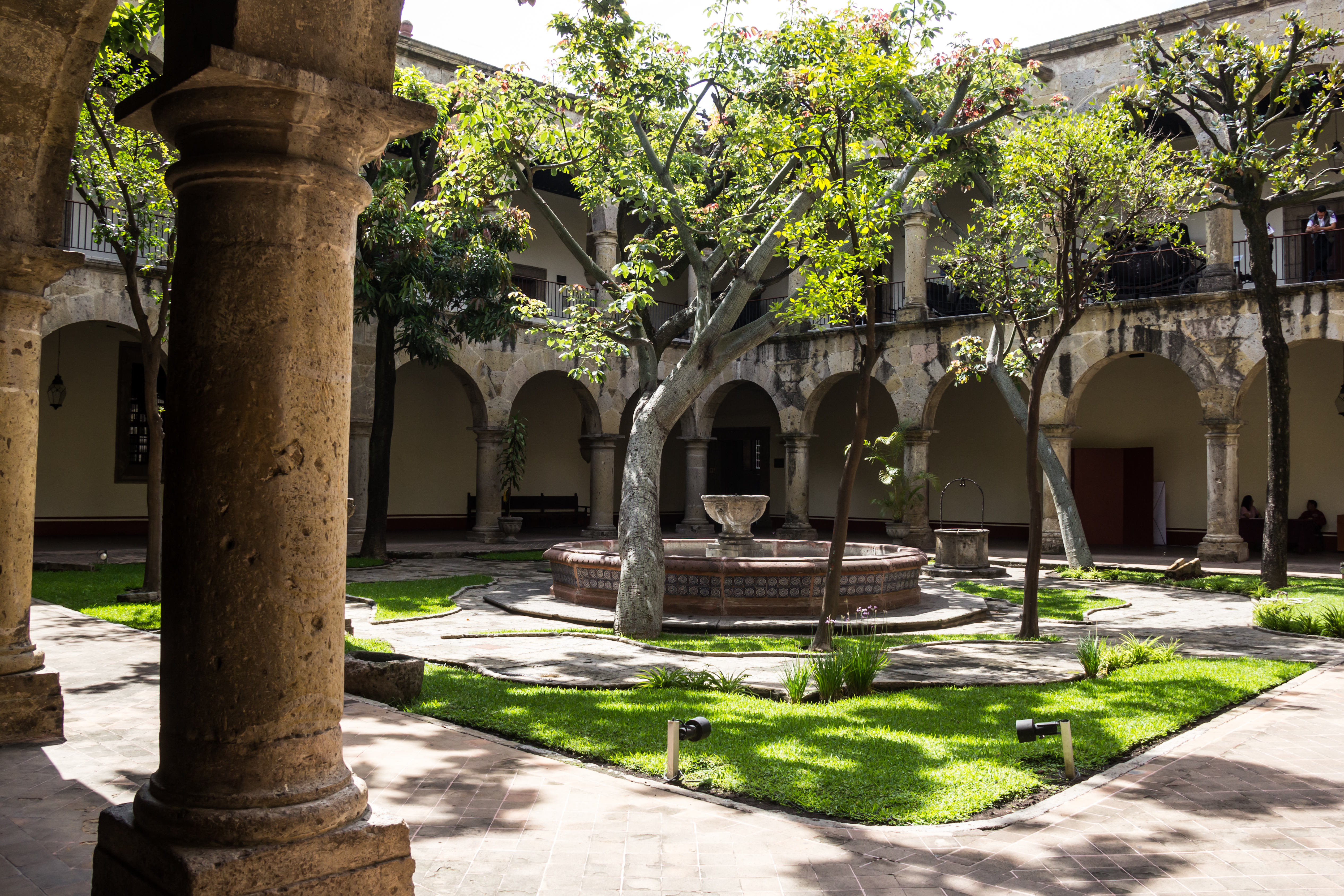
El patio central.
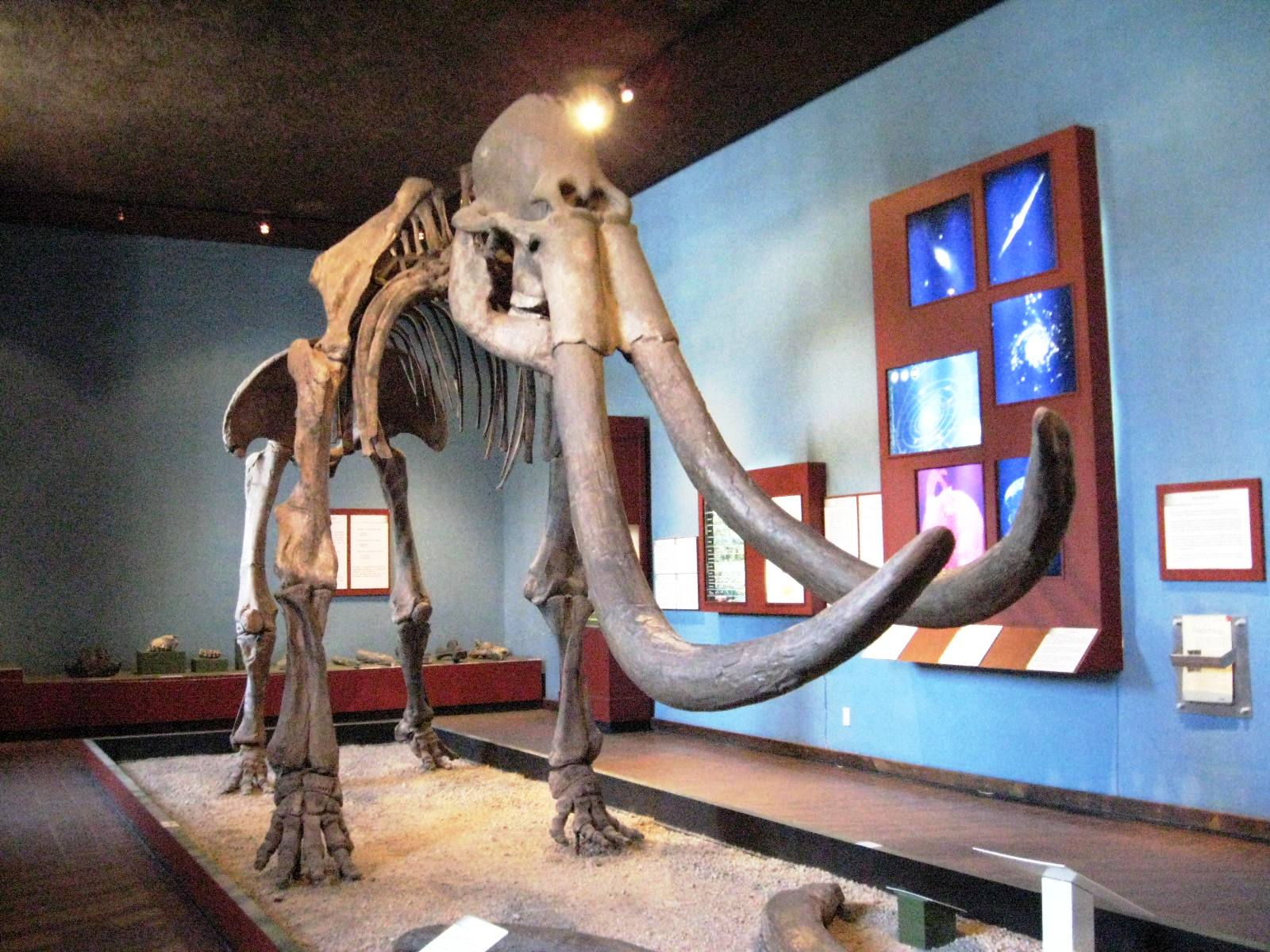
El Mamut de Catarina.
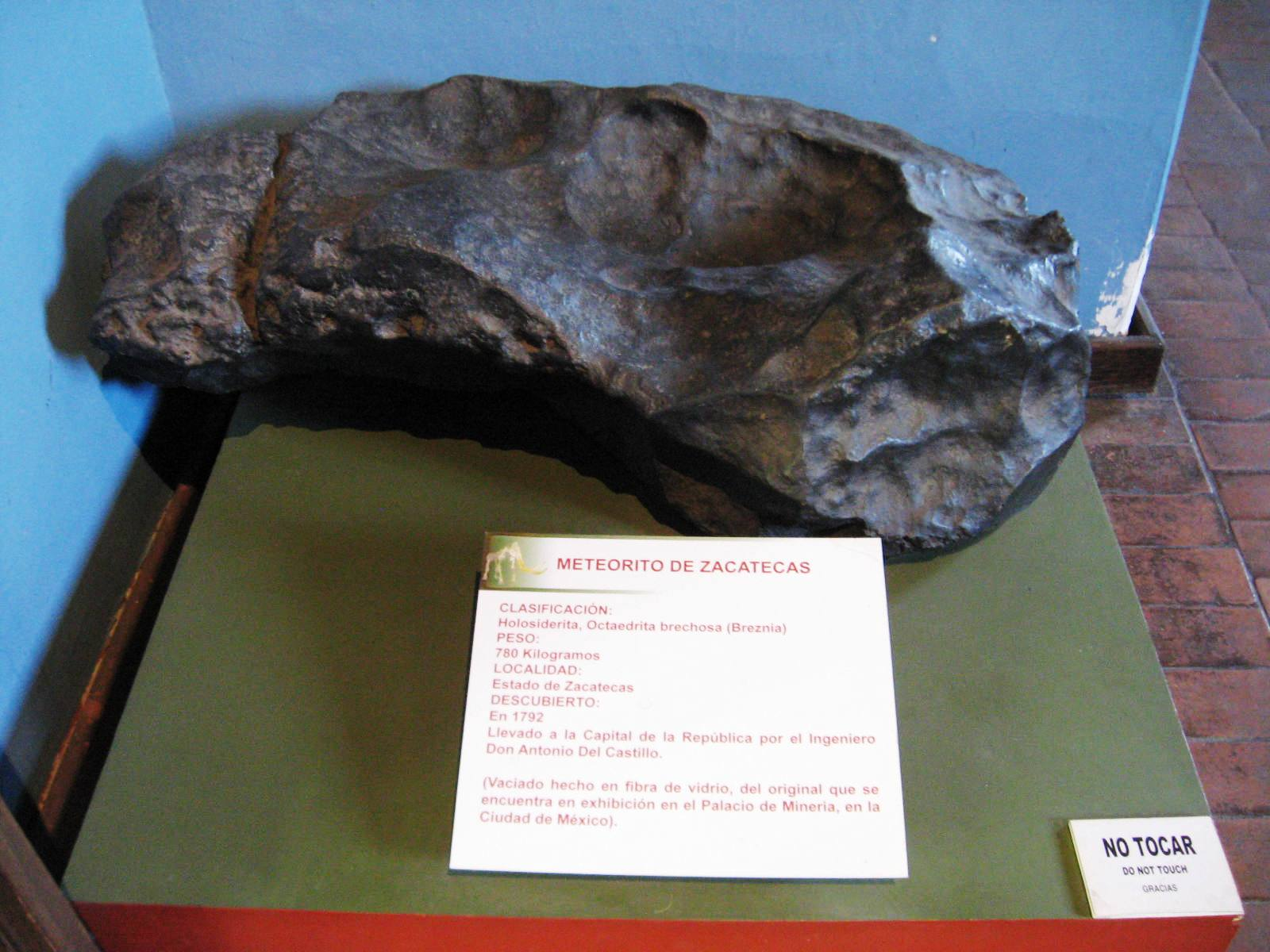
Un meteorito de Zacatecas que pesa 780 kilos.
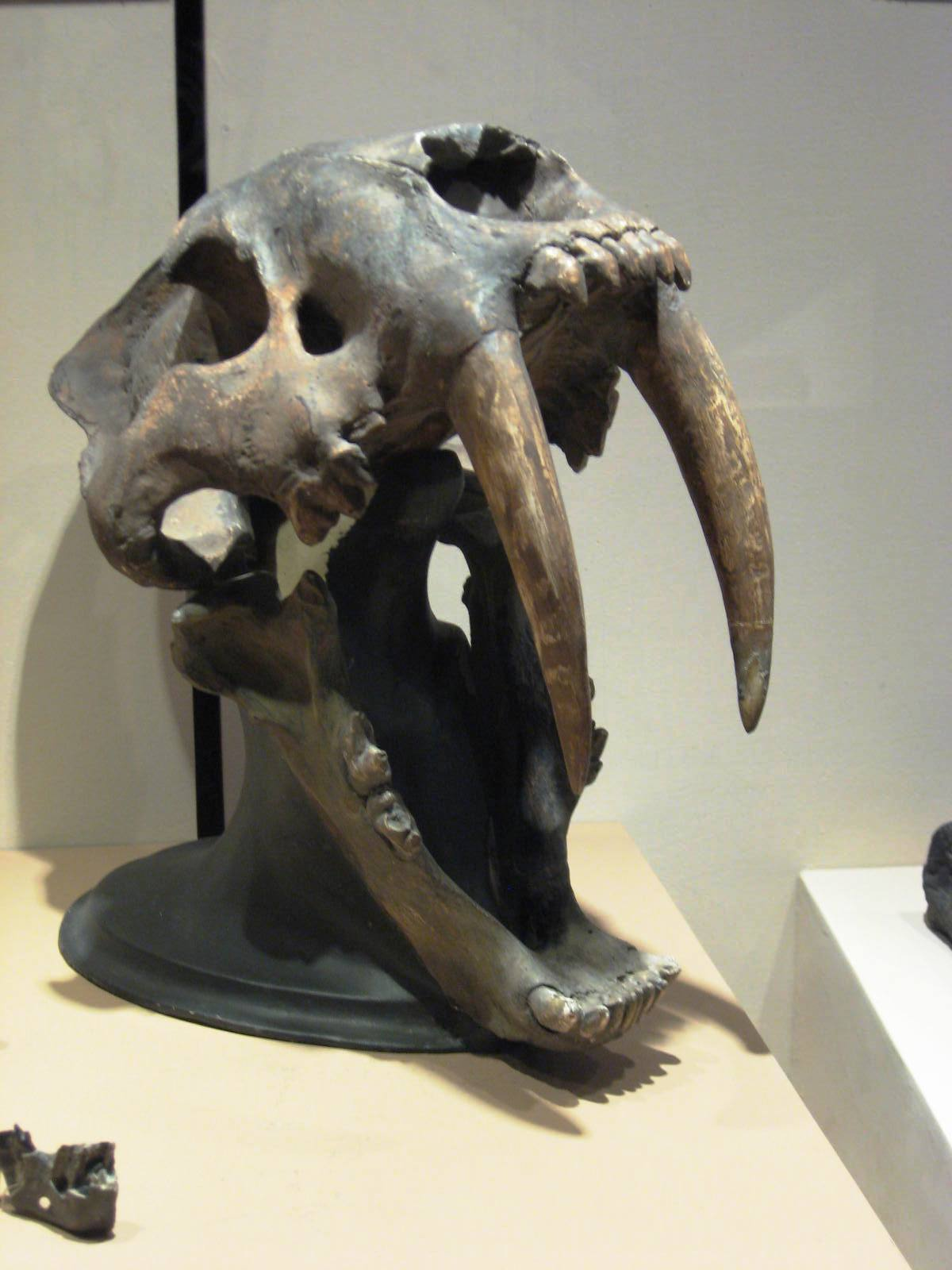
Cráneo de un tigre dientes de sable.
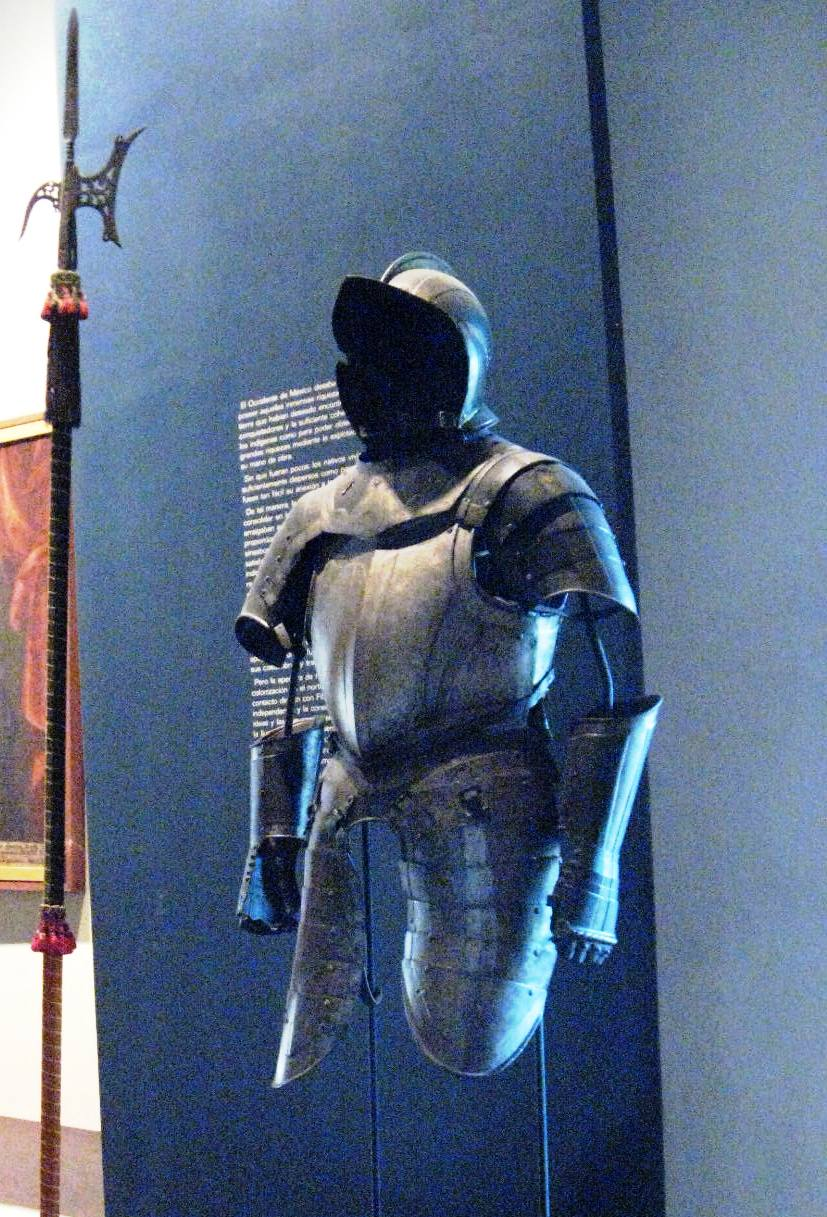
Armadura española de la época virreinal.
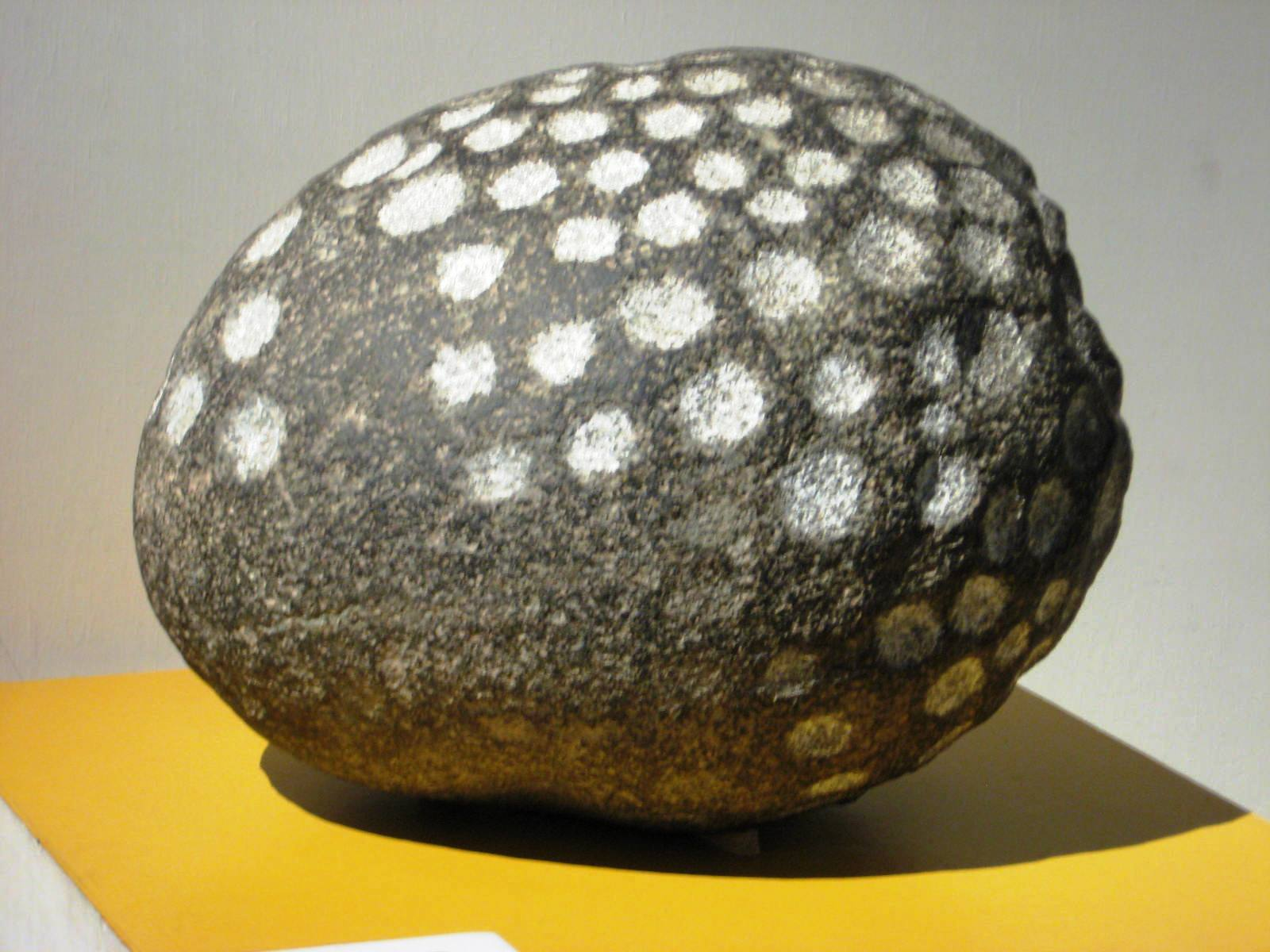
Pequeña roca decorada estilo petroglifo.
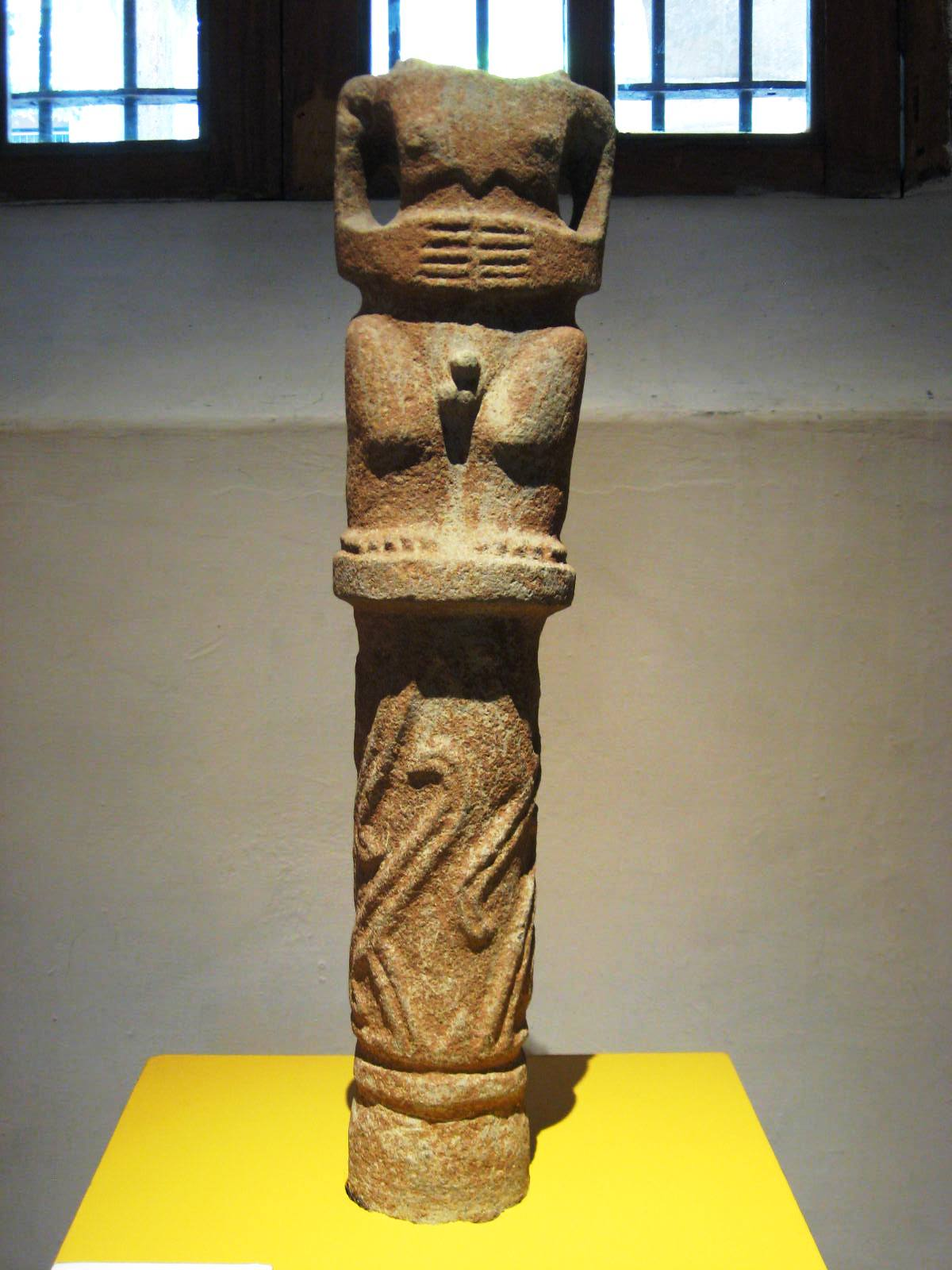
Columna de piedra de Jalisco.
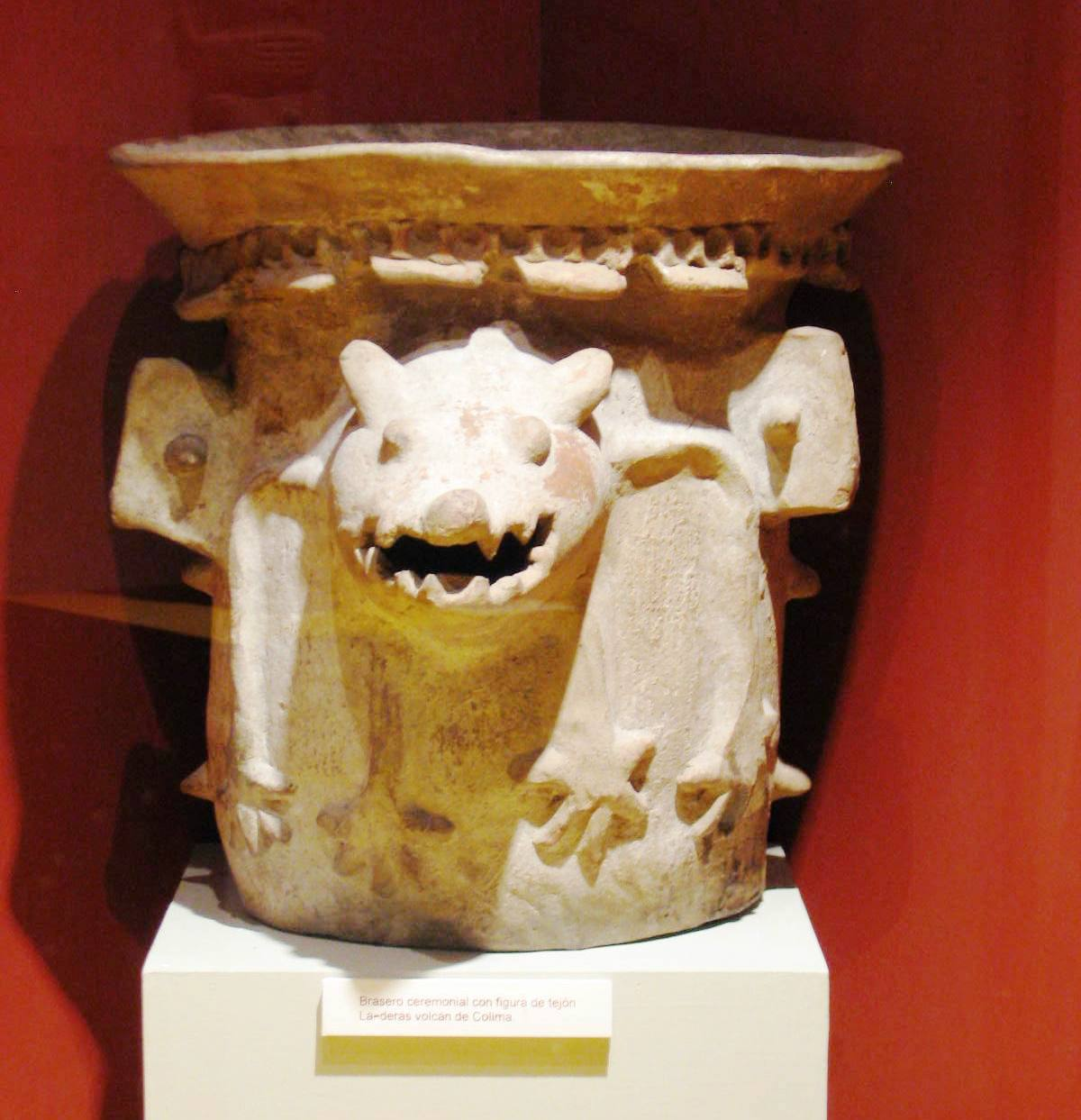
Brasero de Colima.
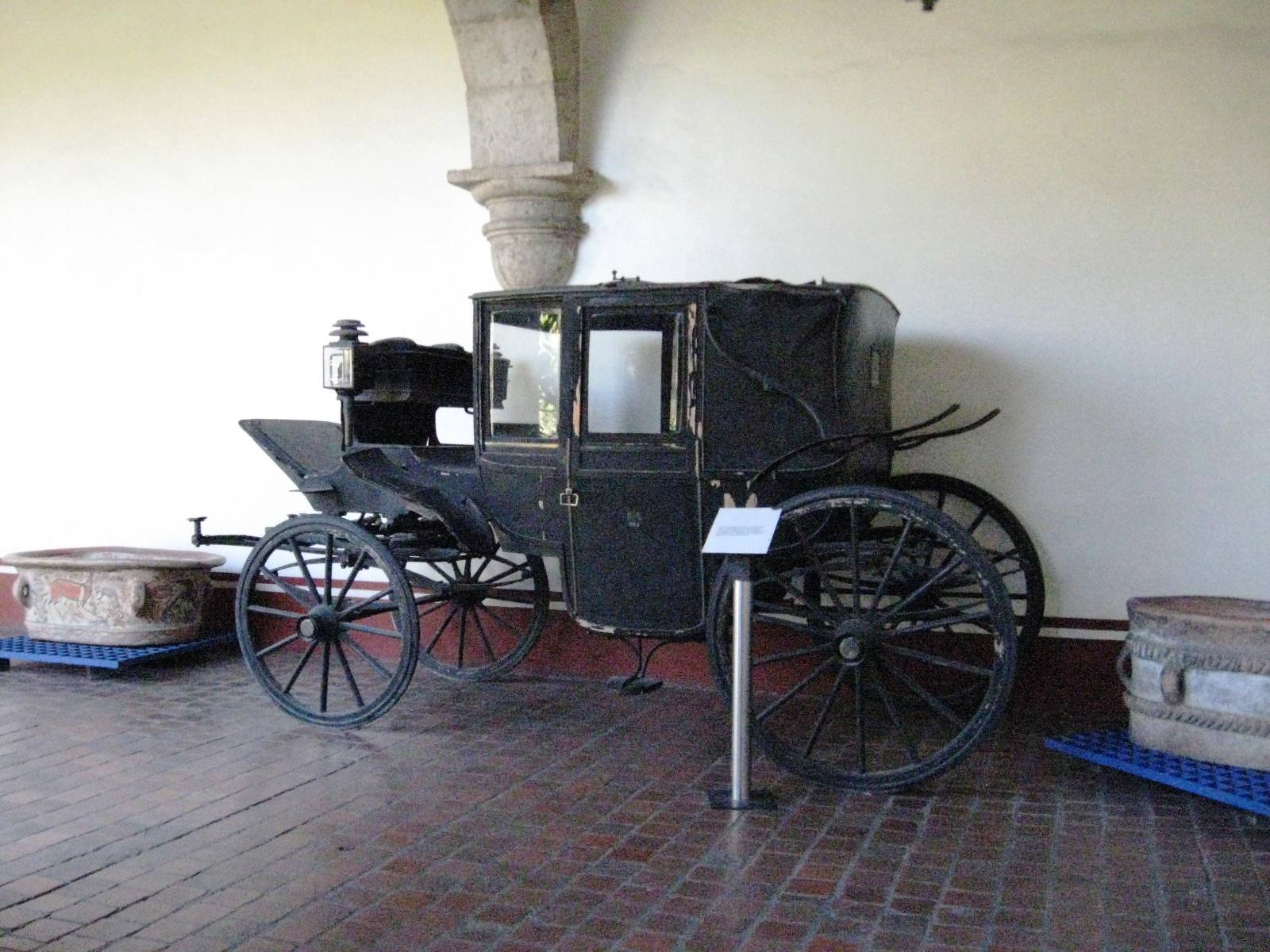
Carruaje usado por Porfirio Díaz.
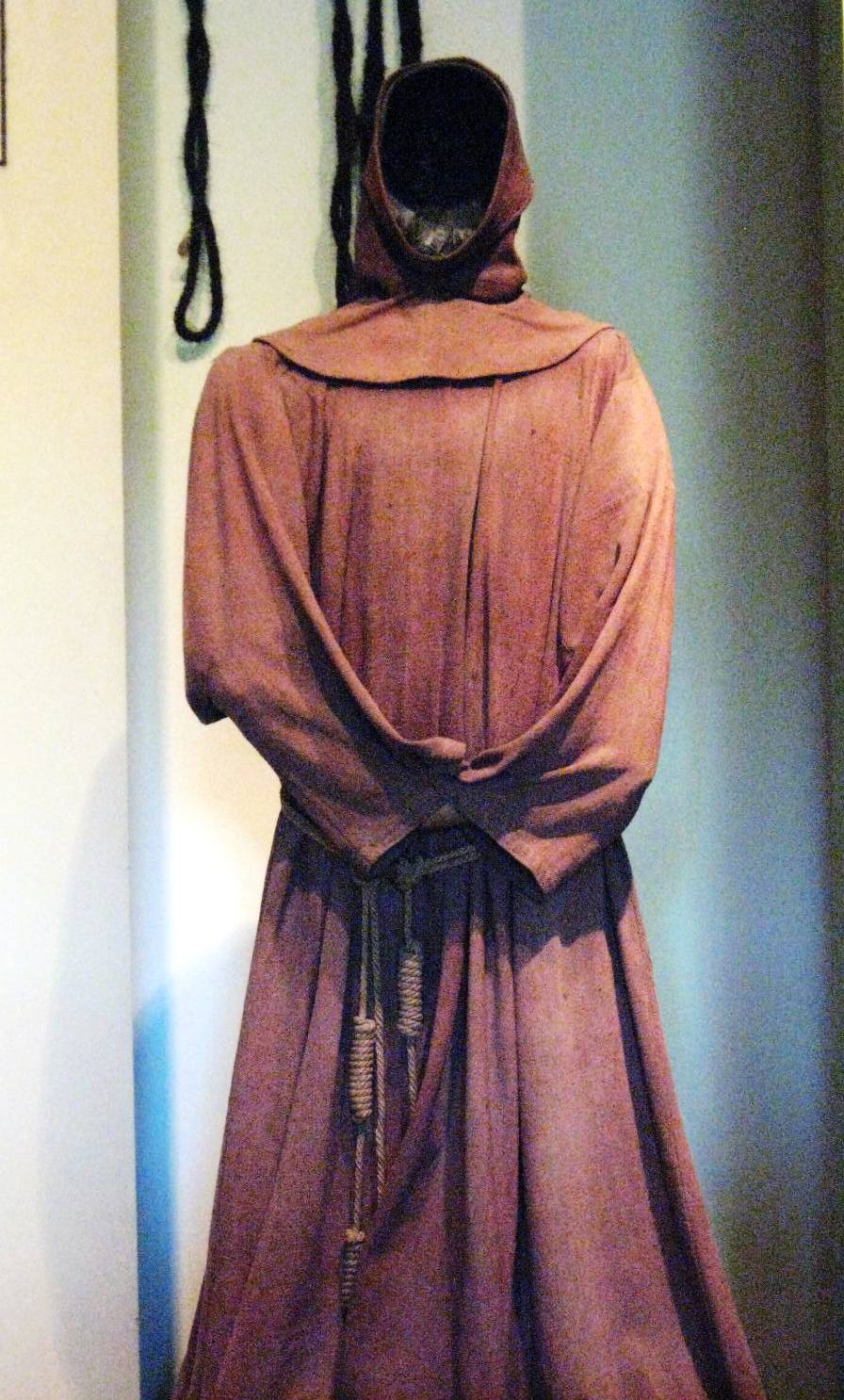
Atuendo clerical usado en la época virreinal.
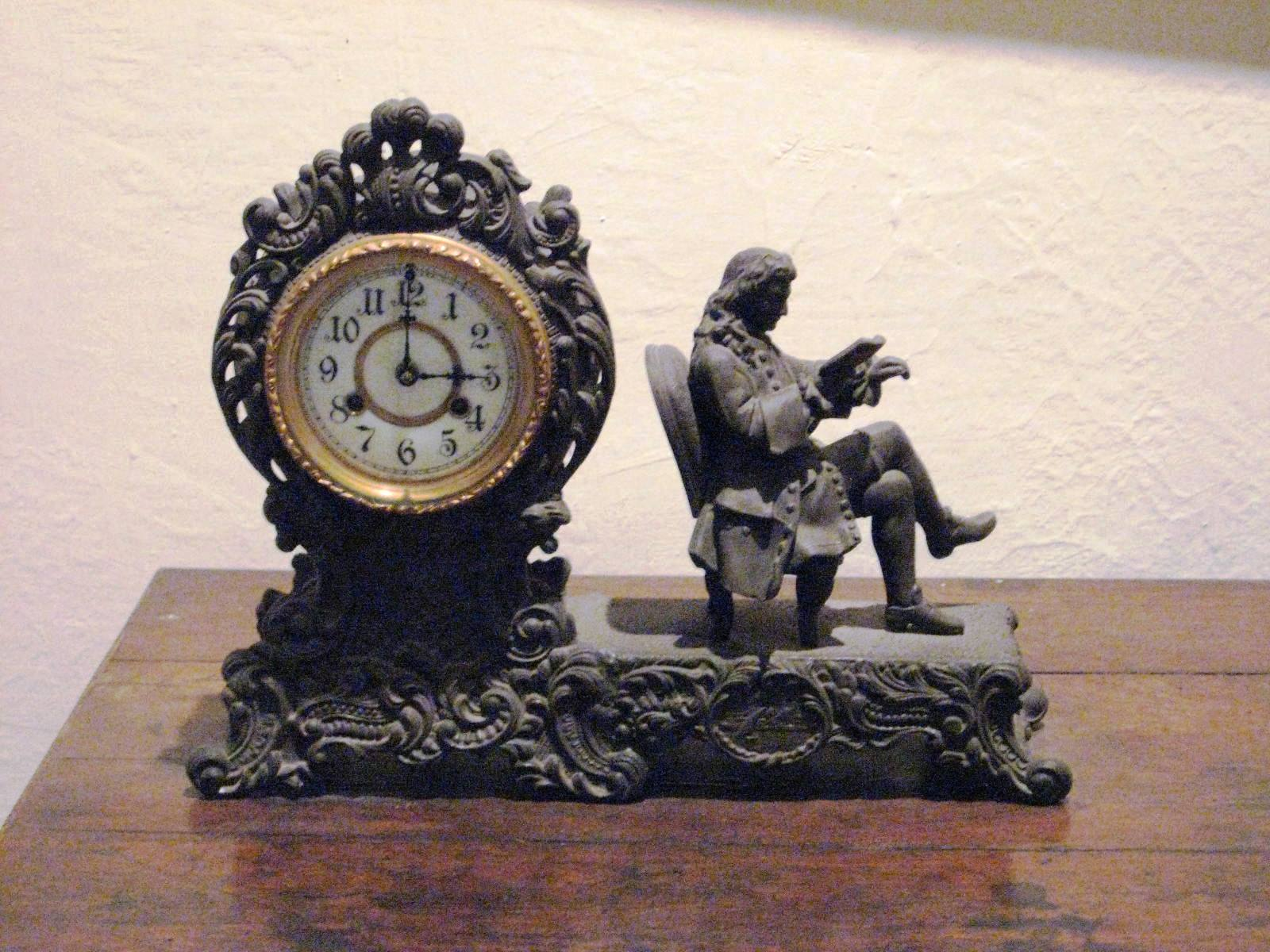
Reloj del siglo XVIII.
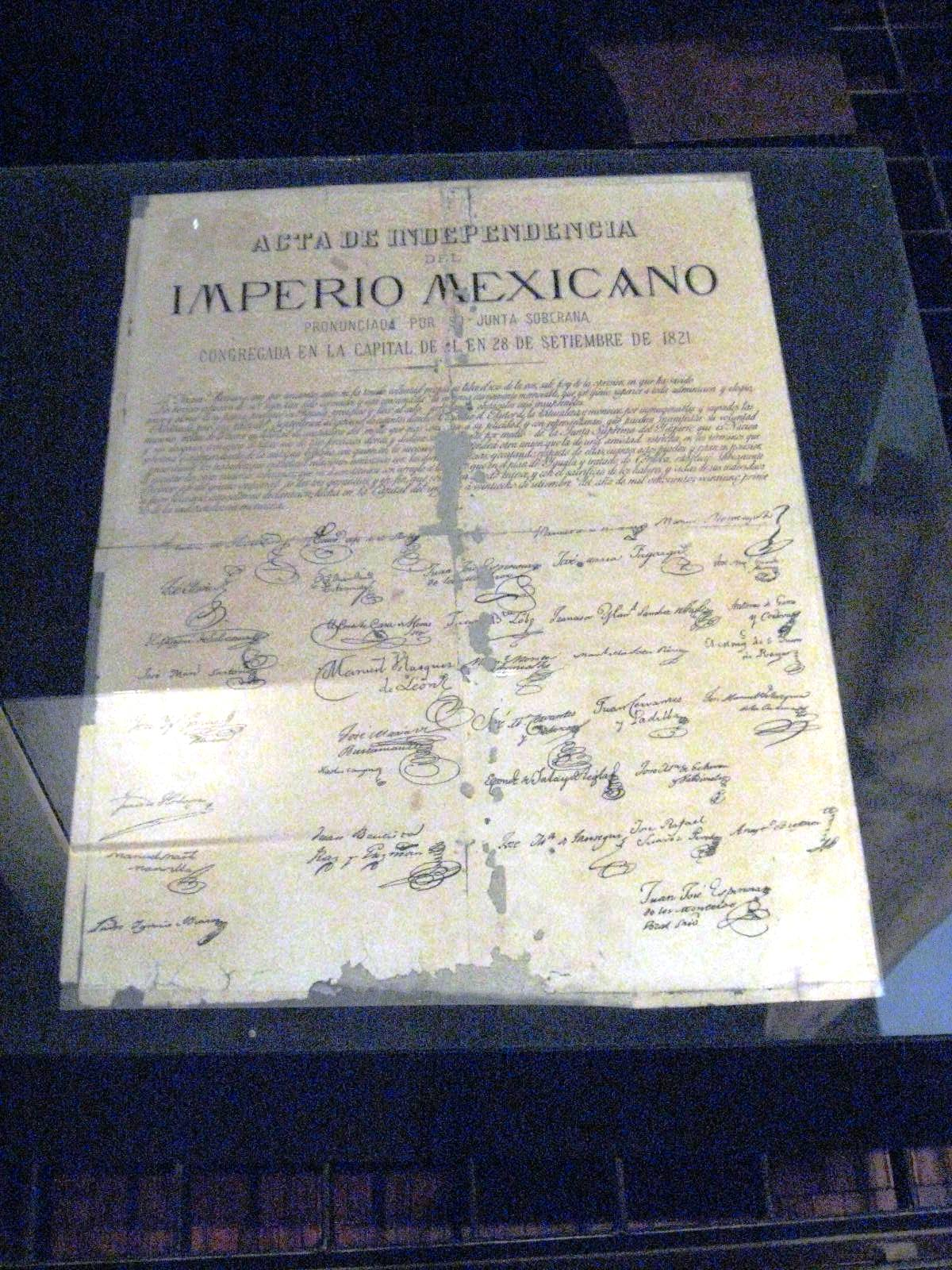
Reproducción de la Acta de Independencia del Imperio Mexicano.
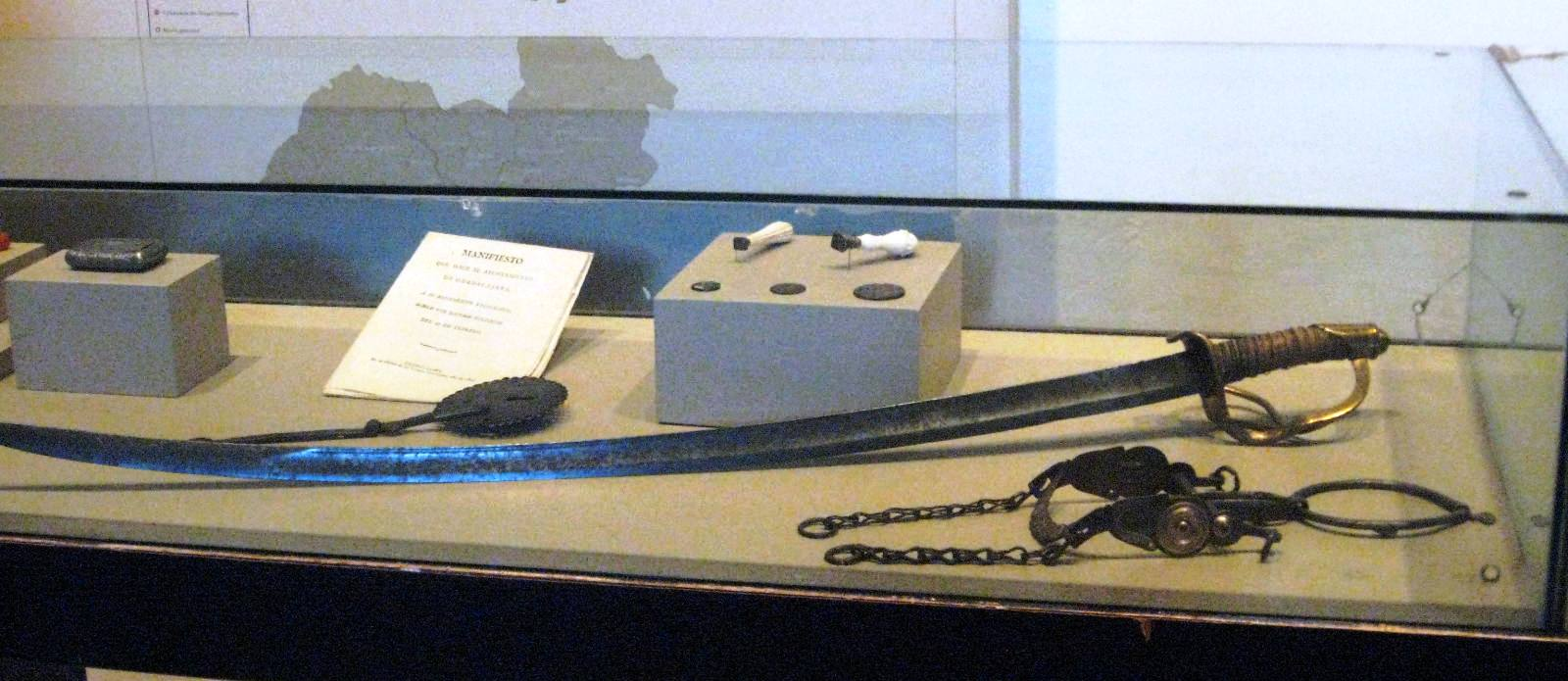
Implementos de la guerra de independencia.